# بلا منازع 3: الخلاص
بلا منازع 3: الخلاص (بالإنجليزية: Undisputed III: Redemption) هو فيلم أكشن وفنون قتالية، تم إنتاجه في الولايات المتحدة وصدر سنة 2010، من بطولة سكوت آدكنز، وهو الجزء الثالث في سلسلة أفلام بلا منازع.

## القصة
بعد خسارته في نهاية الجزء السابق وكسر ركبته، يتعافى (بويكا) ويعود للقتال مجددًا.

## الميزانية والإيرادات
كلف الفيلم حوالي 3 مليون دولار أمريكي وحقّق أرباحًا تقدر بـ 282,548 دولار فقط.

## روابط خارجية
- بلا منازع 3: الخلاص على موقع IMDb (الإنجليزية)
- بلا منازع 3: الخلاص على موقع روتن توميتوز (الإنجليزية)
- بلا منازع 3: الخلاص على موقع نتفليكس (الإنجليزية)
- بلا منازع 3: الخلاص على موقع قاعدة بيانات الأفلام العربية
- بلا منازع 3: الخلاص على موقع ألو سيني (الفرنسية)
- بلا منازع 3: الخلاص على موقع أول موفي (الإنجليزية)
- بلا منازع 3: الخلاص على موقع فيلمافينيتي (الإسبانية)
- بلا منازع 3: الخلاص على موقع قاعدة بيانات الفيلم (الإنجليزية)
- بلا منازع 3: الخلاص على موقع ليتربوكسد (الإنجليزية)
- بلا منازع 3: الخلاص على موقع كينوبويسك (الروسية)